# 해번트구

해번트 구의 위치

해번트구(영어: Borough of Havant)는 잉글랜드 햄프셔주에 위치한 비도시 자치구로 중심 도시는 해번트이며 인구는 122,210명(2014년 기준), 면적은 55.3km2이다.